# Ska ’n’ B
Ska ’n’ B – pierwszy album brytyjskiego zespołu ska Bad Manners. Ukazał się na rynku w 1980 roku nakładem Magnet Records. Nagrany został w  Horizon Studios (Coventry). Producentem albumu był Roger Lomas. Album zajął 34 pozycję na brytyjskiej liście przebojów.

## Spis utworów
1. "Ne-Ne Na-Na Na-Na Nu-Nu" (Eddie Dean/Al Dredick) – 2:35
2. "Here Comes The Major" – 2:54
3. "Fatty Fatty" (Clancy Eccles/Leroy Sibbles) – 2:25
4. "King Ska/Fa" – 4:22
5. "Monster Mash" (Leonard Capizzi/Bobby "Boris" Pickett) – 3:01
6. "Caledonia" – 2:58
7. "Magnificent 7" (Elmer Bernstein) – 2:31
8. "Wooly Bully" (Domingo Samudio) – 3:09
9. "Lip Up Fatty" – 2:48
10. "Special Brew" – 3:37
11. "Inner London Violence" – 3:56
12. "Scruffy, The Huffy Chuffy Tugboat" – 1:39

## Single z albumu
- "Ne-Ne Na-Na Na-Na Nu-Nu" (styczeń 1980) UK # 28
- "Lip Up Fatty" (czerwiec 1980) UK # 15
- "Special Brew" (wrzesień 1980) UK # 3

## Muzycy
- Buster Bloodvessel – wokal
- Louis Alphonso – gitara
- David Farren – bas
- Brian Tuitt – perkusja
- Martin Stewart – klawisze
- Chris Kane – saksofon
- Andrew Marson – saksofon
- Paul "Gus" Hyman – trąbka
- Winston Bazoomies – harmonijka ustna